# Бейзанур Аслан
Бейзанур Аслан (тур. Beyzanur Aslan; нар. 28 січня 2001) — азербайджанська футболістка турецького походження, захисниця турецького клубу «Фенербахче».

## Клубна кар'єра
Народилася 28 вересня 2000 року. Виросла в Анталії.
Аслан розпочинала свою кар'єру як захисниця у молодіжній команді «1207 Антальяспор». Вона грала в першій команді свого рідного клубу в Першій жіночій лізі Туреччини, після чого перейшла в нещодавно створений стамбульський клуб «Фенербахче».

## Кар'єра в збірній
У 2017 році вона прийняла пропозицію Асоціації футбольних федерацій Азербайджану приєднатися до жіночої збірної Азербайджану.
Виступала за дівочу збірну (U-17) та молодіжну збірну (U-19) Азербайджану.

## Статистика виступів

### Клубна
Станом на 5 березня 2022
| Клуб               | Сезон             | Ліга                 | Ліга  | Ліга | Континентальні | Континентальні | Національні | Національні | Загалом | Загалом |
| Клуб               | Сезон             | Дивізіон             | Матчі | Голи | Матчі          | Голи           | Матчі       | Голи        | Матчі   | Голи    |
| ------------------ | ----------------- | -------------------- | ----- | ---- | -------------- | -------------- | ----------- | ----------- | ------- | ------- |
| «1207 Антальяспор» | 2017–18           | Перша ліга Туреччини | 1     | 0    | –              | –              | 3           | 0           | 4       | 0       |
| «1207 Антальяспор» | 2018–19           | Друга ліга Туреччини | 17    | 0    | –              | –              | 2           | 0           | 19      | 0       |
| «1207 Антальяспор» | 2019–20           | Друга ліга Туреччина | 11    | 1    | –              | –              | 3           | 0           | 14      | 1       |
| «1207 Антальяспор» | 2020–21           | Перша ліга Туреччина | 3     | 0    | –              | –              | 3           | 0           | 6       | 0       |
| «1207 Антальяспор» | Загалом           | Загалом              | 32    | 1    | –              | –              | 11          | 0           | 43      | 1       |
| «Фенербахче»       | 2021–22           | Суперліга Туреччина  | 7     | 0    | –              | –              |             |             | 7       | 0       |
| «Фенербахче»       | Загалом           | Загалом              | 7     | 0    | –              | –              |             |             | 7       | 0       |
| Усього за кар'єру  | Усього за кар'єру | Усього за кар'єру    | 39    | 1    | –              | –              | 11          | 0           | 50      | 1       |